# Albertus Mathiesen
Albertus Mathiesen (bisat 14. marts 1668 i Trinitatis Kirke, København) var en dansk bygmester. 
Om Albertus Mathiesens herkomst, uddannelse og tidlige år vides intet. Navnet tyder på, at han har været dansk af fødsel. 1650 ansattes han som kgl. bygmester (bestalling 8. februar) og kom herved til at lede opførelsen af et par hovedværker inden for dansk arkitektur. 1657 var han beskæftiget ved arbejderne i dronning Sophie Amalies lysthave uden for Vesterport, og det er sandsynligvis Albertus Mathiesen, der har givet udkast til selve lystslottet Sophie Amalienborg, hvis store hus dog først opførtes efter hans død. 1663 byggede han et lysthus i Rosenborg Have, til hvilket en tegning (i Samlingen af Arkitekturtegninger) muligvis skal henføres. For Frederik III opførte han på Slotsholmen, hvor Christian III's tøjhus havde stået, fra 1665 den store bygning til Feltartilleriet, Det Kongelige Bibliotek og Det Kongelige Kunstkammer (nu ombygget og indrettet til Rigsarkivet). 1666 opførte han – sikkert efter Hans van Steenwinckel den yngres tegning – spiret på Sankt Nikolai Kirke, der blev rekonstrueret af H.C. Amberg i en mere solid udformning 1908-10. Desuden er hans navn knyttet til et par mindre arbejder (den enkle Rødovre Kirke 1664), istandsættelser og vurderingsforretninger. 1669 fik Hans van Steenwinckel den yngste overdraget bestallingen efter ham.
Biblioteksbygningen og Sophie Amalienborg vidner om Mathiesens kendskab til italiensk barokarkitektur, som herved for første gang kom til at øve indflydelse i Danmark.

## Værker
- Dronning Sophie Amalies lysthave ved Vesterport, København (1657)
- Prinsessernes Gård på Frederiksberg (1663)
- Lysthus i Rosenborg Have (1663)
- Spiret på Sankt Nikolai Kirke, København (1664, brændt 1795, rekonstrueret i ændret form af H.C. Amberg)
- Rødovre Kirke (tilskrevet, 1664)
- Bygning for Kongens Kunstkammer, Det Kongelige Bibliotek og feltartilleriet, nu Rigsarkivet (fra 1665, ombygget)